# Space Sciences Laboratory
Das Space Sciences Lab (SSL) ist eine 1958 gegründete Forschungseinrichtung der University of California, Berkeley in den USA und betreibt Forschung im Bereich der Astronomie.

## Aktuelle Forschungsprojekte des SSL
- Antarctic Balloons
- Astropulse – A Search for Evaporating Black Holes
- Atmospheric Emissions Group
- BOINC – Berkeley Open Infrastructure for Network Computing
- CEA – The Center for Extreme Ultraviolet Astrophysics
- CHIPSat – The Cosmic Hot Interstellar Plasma Spectrometer
- CISM – Center for Integrated Space Weather Modeling
- Cluster – Small-scale spatial measurements
- COBE – The Cosmic Background Explorer
- Cosmochemistry Group
- CSE – The Center for Science Education
- EAG – The Experimental Astrophysics Group
- EUVE – The Extreme Ultraviolet Explorer
- Fast Auroral Snapshot Explorer (FAST) – The Fast Auroral SnapshoT Explorer
- Gamma – High Energy Gamma-Ray Astrophysics
- Geotail – Exploring Earth’s geomagnetic tail
- HENA – High Energy Nuclear Astrophysics
- HESSI – Reuven Ramaty High Energy Solar Spectroscopic Imager
- HOU – The Hands-On Universe Program
- IMAGE FUV – IMAGE Far Ultraviolet Imager
- ISI – The Infrared Spatial Interferometer Group
- ISUAL – The Imager for Sprites and Upper Atmospheric Lightning
- IPN3 – The Third Interplanetary Network for Cosmic Gamma Ray Bursts
- Lunar Prospector
- Mars Global Surveyor – Planetary Geology Mission
- Mars Microphone
- MAXIS – MeV Auroral X-ray Imaging and Spectroscopy
- ORFEUS – The Orbiting Retrievable Far and Extreme Ultraviolet Spectrometer
- Polar
- SETI – The Search for Extraterrestrial Intelligence
- SETI@home – The Search for Extraterrestrial Intelligence at Home
- Solar-MURI – Understand Origins of Solar Magnetic Eruptions
- Space Weather Page
- SPRG – The Space Physics Research Group
- STEREO/IMPACT – Solar-TErrestrial RElations Observatory / In-situ Measurements of Particles and CME *Transients
- THEMIS – Time History of Events and Macroscale Interactions during Substorms
- Trek/ECCO – The Origin of Galactic Cosmic Rays
- Ulysses
- Wind